# Coleophora intensa
Coleophora intensa é uma espécie de mariposa do gênero Coleophora pertencente à família Coleophoridae.